# Hysterocrates

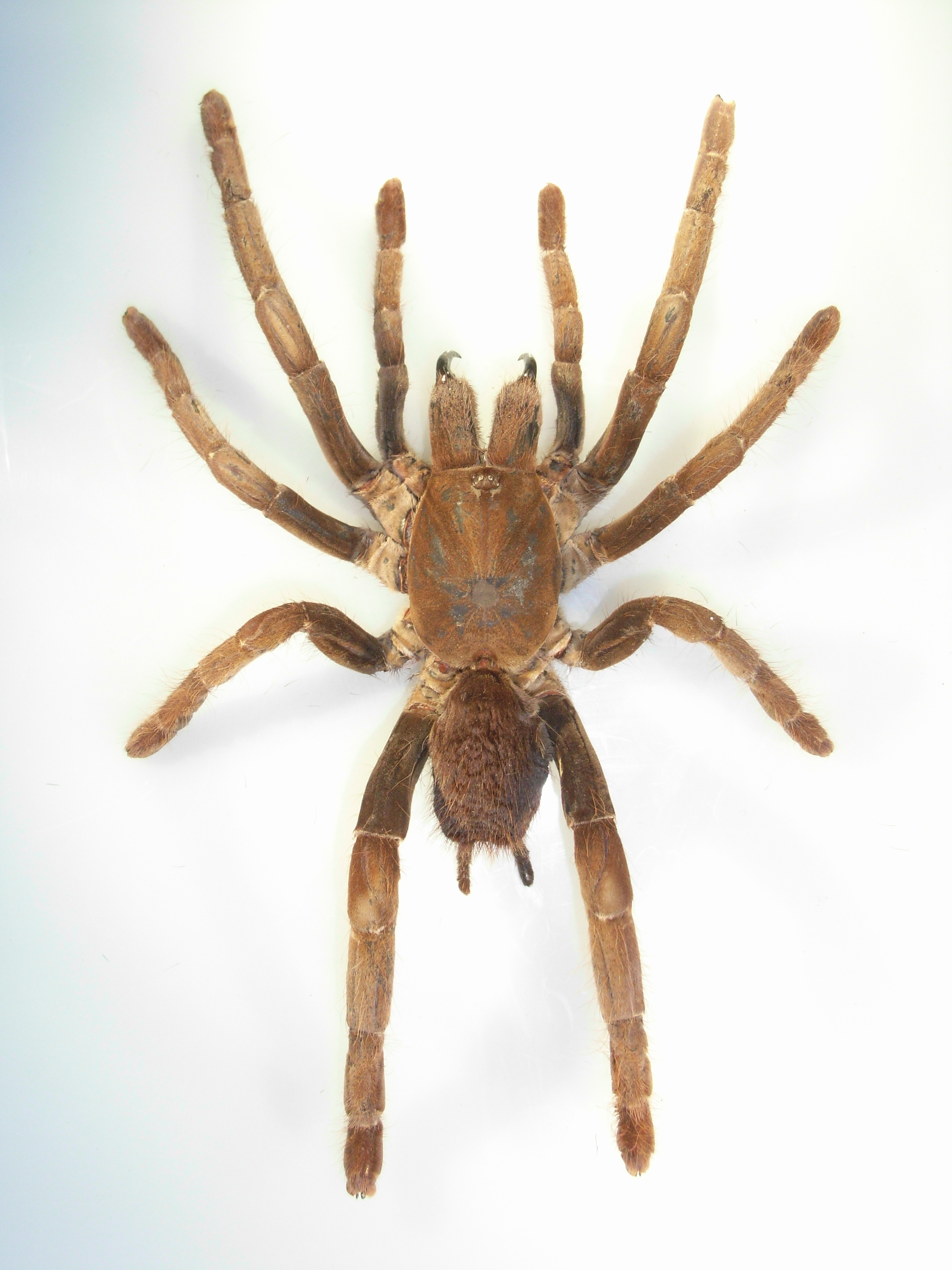
Hysterocrates hercules samička

Hysterocrates je rodem pavouků z čeledi sklípkanovitých, původem ze západní a střední Afriky.

## Druhy
Od května 2016 jsou dle World Spider Catalog přijímány následující druhy:
- Hysterocrates affinis Strand, 1907 – Kamerun
- Hysterocrates apostolicus Pocock, 1900 – Svatý Tomáš
- Hysterocrates celerierae (Smith, 1990) – Pobřeží slonoviny
- Hysterocrates crassipes Pocock, 1897 – Kamerun
- Hysterocrates didymus Pocock, 1900 – Svatý Tomáš
- Hysterocrates ederi Charpentier, 1995 – Bioko (Rovníková Guinea)
- Hysterocrates efuliensis (Smith, 1990) – Kamerun
- Hysterocrates elephantiasis (Berland, 1917) – Kongo
- Hysterocrates gigas Pocock, 1897 – Kamerun
- Hysterocrates greeffi (Karsch, 1884) – Kamerun
- Hysterocrates greshoffi (Simon, 1891) – Kongo
- Hysterocrates haasi Strand, 1906 – Kamerun
- Hysterocrates hercules Pocock, 1899 – Nigérie
- Hysterocrates laticeps Pocock, 1897 – Kamerun
- Hysterocrates maximus Strand, 1906 – Kamerun
- Hysterocrates ochraceus Strand, 1907 – Kamerun, Kongo
- Hysterocrates robustus Pocock, 1899 – Río Muni (Rovníková Guinea)
- Hysterocrates scepticus Pocock, 1900 – Svatý Tomáš
- Hysterocrates sjostedti (Thorell, 1899) – Kamerun
- Hysterocrates spellenbergi Strand, 1906 – Kamerun
- Hysterocrates vosseleri Strand, 1906 – západní Afrika
- Hysterocrates weileri Strand, 1906 – Kamerun